# Tchaj-čou (Če-ťiang)
Tchaj-čou (čínsky pchin-jinem Tāizhōu, znaky 台州) je městská prefektura v Čínské lidové republice. Náleží k provincii Če-ťiang na východě země, leží přímo na břehu Východočínského moře.
Celá prefektura má rozlohu 9 663 čtverečních kilometrů. Žije zde přibližně 6,62 milionu obyvatel.

## Poloha
Tchaj-čou hraničí na severu s Ning-po, na severovýchodě s Šao-singem, na západě s Ťin-chua, na jihozápadě s Li-šuejem, na jihu s Wen-čou a východní hranice je tvořena pobřežím Východočínského moře.

## Administrativní členění
Městská prefektura Tchaj-čou se člení na devět celků okresní úrovně, a sice tři městské obvody, tři městské okresy a tři okresy.
| Ťiao-ťiang Chuang-jen Lu-čchiao okres · San-men okres · Tchien-tchaj okres · Sien-ťü městský okres · Wen-ling městský okres · Lin-chaj městský okres · Jü-chuan |        |                       |                       |                    |                                  |
| Název | Název  | Počet obyvatel (2010) | Počet obyvatel (2020) | Rozloha km² (2020) | Hustota zalidnění (obyv. na km²) |
| český přepis | znaky  | Počet obyvatel (2010) | Počet obyvatel (2020) | Rozloha km² (2020) | Hustota zalidnění (obyv. na km²) |
| Městské obvody |        |                       |                       |                    |                                  |
| Ťiao-ťiang | 椒江区 | 653 765               | 826 074               | 338                | 2 441                            |
| Chuang-jen | 黄岩区 | 632 123               | 707 453               | 988                | 716                              |
| Lu-čchiao | 路桥区 | 616 622               | 628 934               | 311                | 2 020                            |
| Městské okresy |        |                       |                       |                    |                                  |
| Wen-ling | 温岭市 | 1 366 794             | 1 416 199             | 965                | 1 468                            |
| Lin-chaj | 临海市 | 1 028 813             | 1 114 146             | 2 186              | 510                              |
| Jü-chuan | 玉环市 | 616 346               | 644 014               | 407                | 1 572                            |
| Okresy |        |                       |                       |                    |                                  |
| San-men | 三门县 | 328 887               | 379 469               | 1 033              | 367                              |
| Tchien-tchaj | 天台县 | 382 812               | 474 711               | 1 432              | 332                              |
| Sien-ťü | 仙居县 | 342 676               | 431 888               | 2 000              | 216                              |
| |        |                       |                       |                    |                                  |
| Celkem | Celkem | 5 968 838             | 6 622 888             | 9 663              | 685                              |

## Partnerská města
- Curuga, Japonsko (2001)
- Fort Wayne, Indiana, USA (2012)
- Hanau, Německo (2012)
- Iquique, Chile (2005)
- Muan County, Jižní Korea (2000)
- Nevers, Francie (2006)
- Santos, Brazílie (1995)
- Temešvár, Rumunsko (1999)